# Крипта

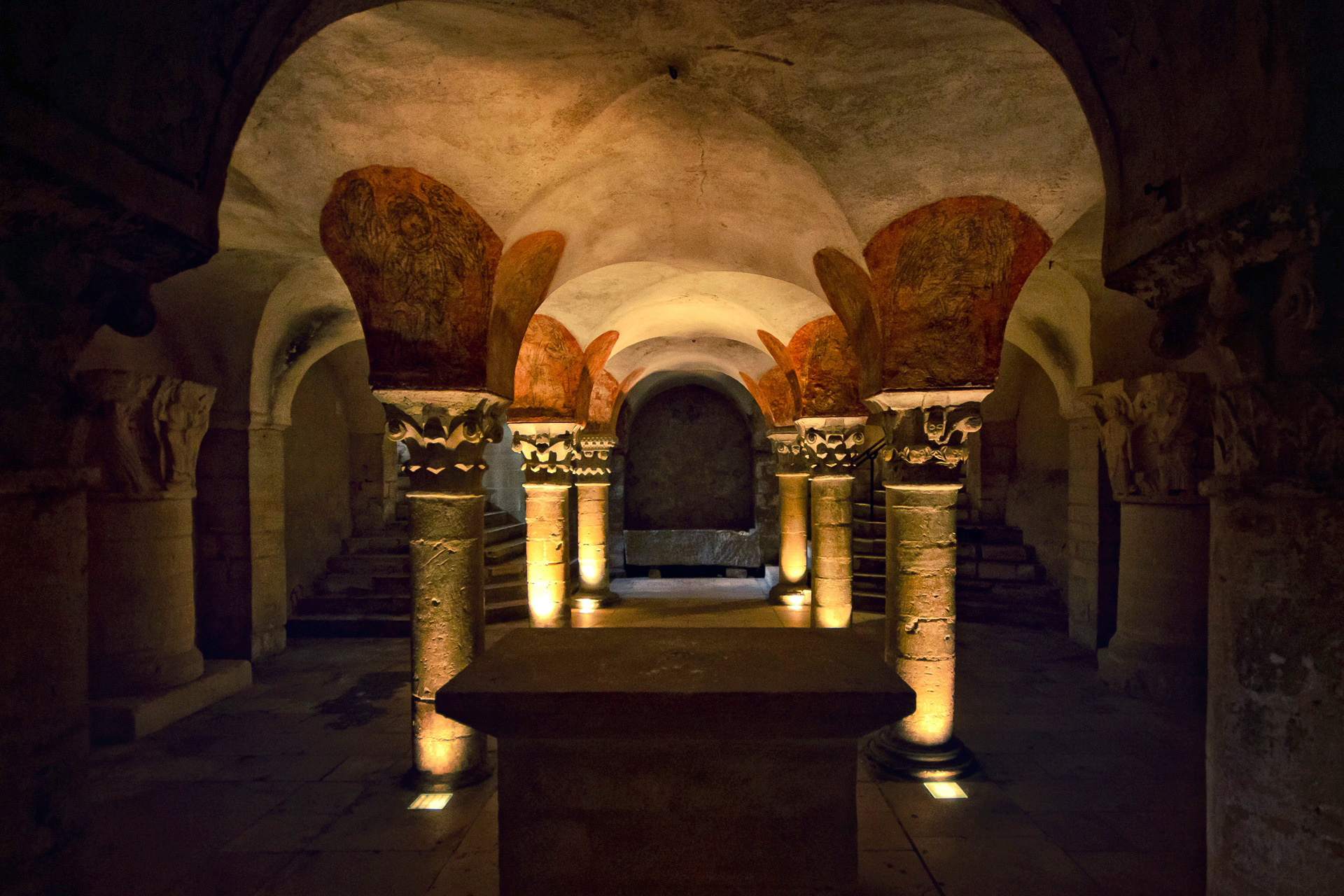
Крипта собора Байё Франция

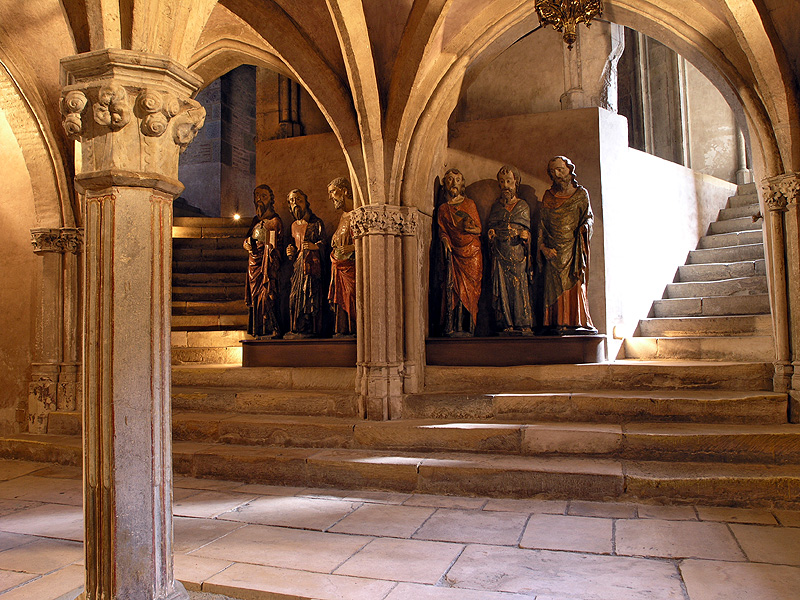
Крипта базилики Св. Сатурнина (базилика Сен-Сернен) в Тулузе, Франция

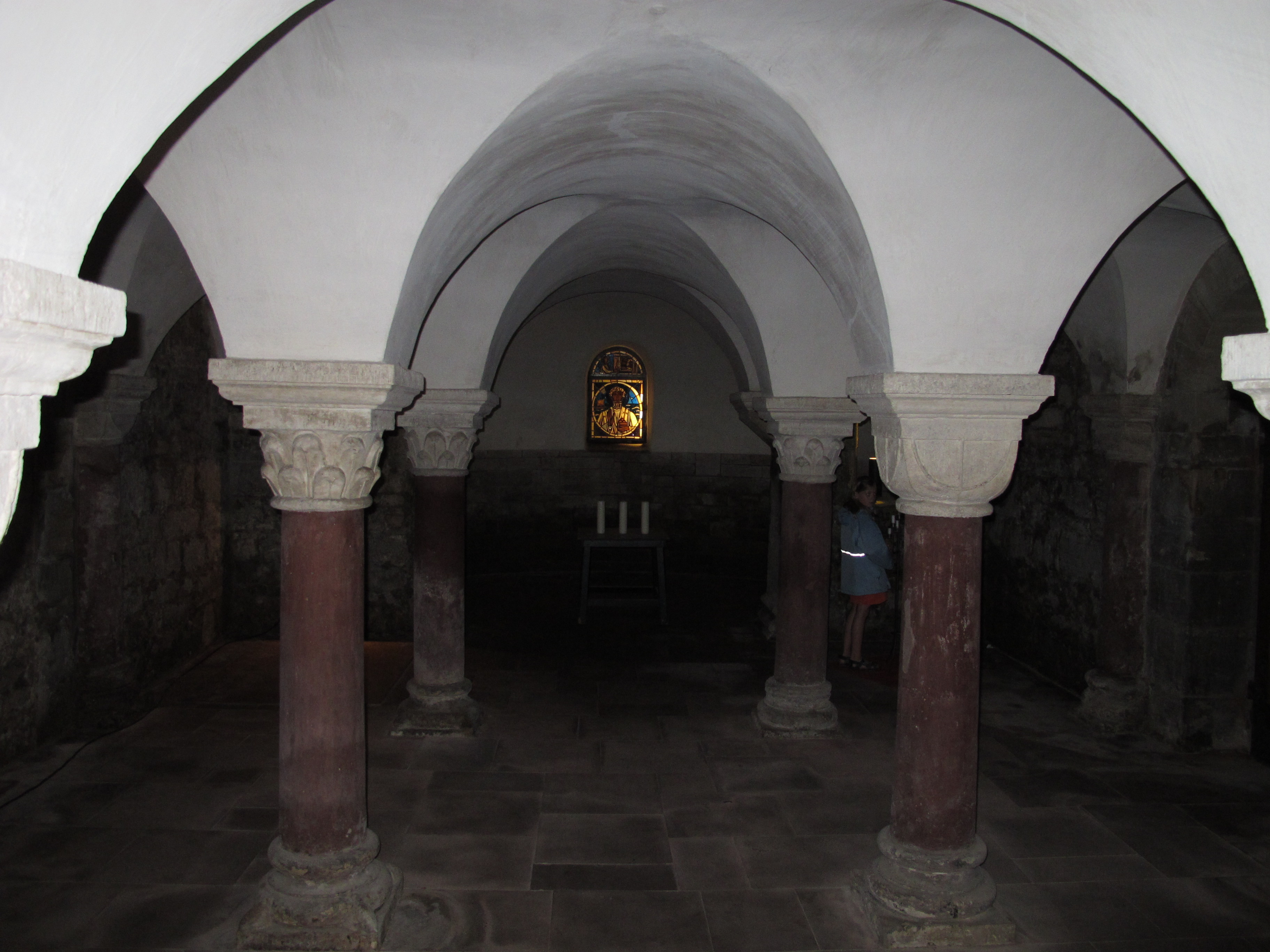
Крипта соборной церкви аббатства в Гандерсхайме (Нижняя Саксония)

Кри́пта (от др.-греч. κρυπτή «крытый подземный ход; тайник») — в средневековой западноевропейской архитектуре одно или несколько подземных сводчатых помещений, расположенных под алтарной и хоральной частями храма и служащих для погребения и выставления для почитания мощей святых и мучеников. Другое название крипты — «нижняя церковь».
В Древнем Риме криптой называли любое сводчатое подземное или полуподземное помещение. 
В качестве синонима слова крипта может использоваться латинский термин sepulcrum (могила, гробница), в дохристианские времена означавший место ритуальных сожжений умерших, позднее — христианских захоронений.
Первоначальная форма крипты была унаследована от гробниц апостолов в римских базиликах времени правления Константина. Начиная с VII века в криптах, имеющих полукруглую форму, которая повторяет форму апсиды, хранились мощи святых и мучеников, в честь которых освящён храм. В X—XI веках форма крипты претерпела изменения: она стала удлинённой, располагаясь уже не только под апсидой, но и под нефами и трансептами храма, что привело к фактическому превращению крипты во вторую — подземную — церковь.